# Seitokai yakuindomo
Seitokai yakuindomo (生徒会役員共? lett. "Membri del consiglio studentesco"), è un manga shōnen scritto e disegnato da Tozen Ujiie, pubblicato da Kōdansha a partire dal 2007, inizialmente su Magazine Special e, da luglio 2008 fino la sua conclusione a novembre 2021, su Weekly Shōnen Magazine. Da esso è stata tratta una serie televisiva anime di 13 episodi andato in onda su TV Kanagawa tra il 4 luglio e il 26 settembre 2010, oltre a otto OAV.
Dal 4 gennaio al 29 marzo 2014 è andata in onda una seconda serie intitolata Seitokai yakuindomo* (生徒会役員共*? lett. "Membri del consiglio studentesco *"), mentre dal 16 maggio 2014 al 17 settembre 2020 sono usciti altri dieci OAV.
Un film anime è uscito nei cinema giapponesi il 21 luglio 2017. Un secondo film è uscito il 1º gennaio 2021.

## Trama
La storia è ambientata nella Ōsai Academy, una scuola superiore femminile che ha appena deciso di aprire le porte anche all'altro sesso. I numeri tuttavia sono ancora molto sbilanciati (28 ragazzi e 524 ragazze), e così, quando la matricola Takatoshi Tsuda viene costretto ad assumere la carica di vicepresidente del consiglio studentesco, inizieranno le sue avventure come unico ragazzo all'interno di un consiglio di sole donne: la bellissima e inflessibile Shino Amakusa, la piccola Suzu Hagimura, e la dolce Aria Shichijō. Tsuda dopo aver assunto la carica di vicepresidente dovrà subire gli innumerevoli vaneggiamenti sessuali rivolti quasi sempre verso di lui delle due ragazze Shino e Aria. Questo atteggiamento a volte potrà essere considerato come una violenza verso il protagonista tanto da diventare il giocattolo sessuale della presidentessa del consiglio studentesco.

## Personaggi

### Personaggi principali
Takatoshi Tsuda (津田 タカトシ?, Tsuda Takatoshi)
Doppiato da: Shintarō Asanuma
Il protagonista della storia, si iscrive alla Ōsai Academy perché è vicina a casa sua. Il primo giorno di scuola viene costretto a far parte del consiglio studentesco come vicepresidente e rappresentante dei maschi. Di solito fa da tsukkomi alle battute a sfondo sessuale di Shino e Aria, a cui è talmente abituato da sentirsi a disagio quando non ne fanno.
Shino Amakusa (天草 シノ?, Amakusa Shino)
Doppiata da: Yōko Hikasa
Presidentessa del consiglio studentesco e studentessa del secondo anno. È bella e intelligente, studiosa e abile nello sport, ed è molto popolare in tutta la scuola. Tuttavia pensa costantemente al sesso, al punto da aver reclutato Takatoshi nel consiglio studentesco solo per curiosità verso il corpo maschile. Ha paura dell'altezza e degli insetti, e invidia Aria per il suo seno. Durante la serie si innamora di Takatoshi.
Aria Shichijō (七条 アリア?, Shichijō Aria)
Doppiata da: Satomi Satō
La migliore amica di Shino, anche lei è al secondo anno ed è la segretaria del consiglio studentesco. È il personaggio più adulto come aspetto, e viene da una famiglia ricchissima. Ha la stessa passione di Shino per gli argomenti legati al sesso, specialmente il bondage e la masturbazione anale. È piuttosto svampita, anche a causa dell'essere cresciuta circondata dal lusso. Ha un seno molto grosso, di cui Shino è invidiosa.
Suzu Hagimura (萩村 スズ?, Hagimura Suzu)
Doppiata da: Sayuri Yahagi
Studentessa del primo anno con un QI di 180, appena tornata dall'estero. È la tesoriera del consiglio studentesco, e la più matura mentalmente dei personaggi, ma ha un forte complesso d'inferiorità a causa della sua altezza, a causa della quale viene spesso scambiata per una bambina delle elementari, e ogni volta che qualcuno fa una battuta sull'argomento si infuria. È molto affezionata a Takatoshi, che come lei è del primo anno e come lei sembra essere il membro più normale del consiglio studentesco.

### Personaggi secondari
Kotomi Tsuda (津田 コトミ?, Tsuda Kotomi)
Doppiata da: Asami Shimoda
Sorella minore di Takatoshi, anche lei si iscrive alla Ōsai per la vicinanza a casa. È molto affezionata a suo fratello, ma ha un carattere molto simile a quello di Shino e la sua stessa passione per il sesso.
Ranko Hata (畑 ランコ?, Hata Ranko)
Doppiata da: Satomi Arai
Direttrice del giornalino scolastico con la passione di scattare foto imbarazzanti dei membri del consiglio studentesco. Ha una voce estremamente piatta e monotona, in contrasto con il carattere vivace delle altre ragazze.
Naruko Yokoshima (横島 ナルコ?, Yokoshima Naruko)
Doppiata da: Yuu Kobayashi
Insegnante della Ōsai Academy, nonché responsabile del consiglio studentesco. È ancora più pervertita di Aria e Shino, e spesso assale i ragazzi più giovani, inclusi i suoi studenti. Nonostante sia un'insegnante è completamente irresponsabile.
Mutsumi Mitsuba (三葉 ムツミ?, Mitsuba Mutsumi)
Doppiata da: Chiaki Omigawa
Presidentessa del club di judo della scuola e compagna di classe di Takatoshi, per cui si prende una cotta durante la serie. Nonostante sia una lottatrice molto abile, il suo sogno è essere una brava moglie. È molto ingenua, e fraintende sempre i commenti di Aria e Shino.
Chiri Nakazato (中里 チリ?, Nakazato Chiri)
Doppiata da: Yukika Teramoto
Amica di Mutsumi dall'aspetto piuttosto maschile, nonché una delle fondatrici del club di judo.
Kaede Igarashi (五十嵐 カエデ?, Igarashi Kaede)
Doppiata da: Emiri Katou
Presidentessa del comitato disciplinare della Ōsai Academy. Ha una fortissima androfobia.
Sayaka Dejima (出島 サヤカ?, Dejima Sayaka)
Doppiata da: Mutsumi Tamura
La cameriera personale di Aria, nonché custode della chiave della sua cintura di castità. È molto protettiva nei suoi confronti e ha un feticismo nei confronti di tutto ciò che è stato toccato o indossato da Aria, specialmente la sua biancheria usata.
Nene Todoroki (轟 ネネ?, Todoroki Nene)
Doppiata da: Hekiru Shiina
Membro del club di robotica, adora costruire sia sofisticati robot che vibratori, che spesso utilizza anche a scuola. È amica di Suzu.
Toki (時さん?, Toki-san)
Doppiata da: Miho Hino
La prima amica di Kotomi alla Ōsai Academy, dall'aspetto di teppista. Nonostante le apparenze, è incredibilmente maldestra e per niente violenta.
Misaki Amano (天野 ミサキ?, Amano Misaki)
Doppiata da: Yukika Teramoto
Un'amica d'infanzia di Shino, molto simile a Takatoshi nel carattere. Alle scuole elementari era vice di Shino, anche all'epoca presidentessa del consiglio studentesco, e già con la stessa fissazione per il sesso.

## Media

### Manga
Seitokai yakuindomo è iniziato come manga yonkoma scritto ed illustrato da Tozen Ujiie. La serializzazione del manga è iniziata nel numero del 19 maggio 2007 della rivista Magazine Special della Kōdansha ed è continuata sino al 20 giugno 2008, per essere poi trasferita sulla rivista Weekly Shōnen Magazine della Kōdansha dal trentaquattresimo numero del 23 luglio 2008. La serializzazione si è poi conclusa il 17 novembre 2021. Il primo volume tankōbon è stato pubblicato il 12 agosto 2008 sotto l'etichetta della Kōdansha Shōnen Magazine. Sul ventiduesimo volume pubblicato il 17 agosto 2021 venne confermato che la serie si sarebbe conclusa con un totale di ventidue numeri e l'ultimo è uscito il 17 gennaio 2022.

#### Volumi
| 1  | 12 agosto 2008                | ISBN 978-4-06-384030-8                                                              |
| 1  | Capitoli - Capitoli 1-15      |                                                                                     |
| 2  | 15 maggio 2009                | ISBN 978-4-06-384142-8                                                              |
| 2  | Capitoli - Capitoli 16-30     |                                                                                     |
| 3  | 15 gennaio 2010               | ISBN 978-4-06-384240-1                                                              |
| 3  | Capitoli - Capitoli 31-60     |                                                                                     |
| 4  | 17 agosto 2010                | ISBN 978-4-06-384347-7 (ed. regolare) ISBN 978-4-06-362170-9 (ed. limitata)         |
| 4  | Capitoli - Capitoli 61-90     |                                                                                     |
| 5  | 15 aprile 2011                | ISBN 978-4-06-384479-5 (ed. regolare) ISBN 978-4-06-358344-1 (ed. limitata con OAV) |
| 5  | Capitoli - Capitoli 91-120    |                                                                                     |
| 6  | 17 novembre 2011              | ISBN 978-4-06-384585-3 (ed. regolare) ISBN 978-4-06-358359-5 (ed. limitata con OAV) |
| 6  | Capitoli - Capitoli 121-150   |                                                                                     |
| 7  | 17 luglio 2012                | ISBN 978-4-06-384710-9 (ed. regolare) ISBN 978-4-06-358376-2 (ed. limitata con OAV) |
| 7  | Capitoli - Capitoli 151-180   |                                                                                     |
| 8  | 15 febbraio 2013              | ISBN 978-4-06-384817-5 (ed. regolare) ISBN 978-4-06-358412-7 (ed. limitata)         |
| 8  | Capitoli - Capitoli 181-211   |                                                                                     |
| 9  | 17 ottobre 2013               | ISBN 978-4-06-394946-9 (ed. regolare) ISBN 978-4-06-358443-1 (ed. limitata con OAV) |
| 9  | Capitoli - Capitoli 212-242   |                                                                                     |
| 10 | 16 maggio 2014                | ISBN 978-4-06-395093-9 (ed. regolare) ISBN 978-4-06-358483-7 (ed. limitata con OAV) |
| 10 | Capitoli - Capitoli 243-270   |                                                                                     |
| 11 | 17 febbraio 2015              | ISBN 978-4-06-395324-4 (ed. regolare) ISBN 978-4-06-358711-1 (ed. limitata con OAV) |
| 11 | Capitoli - Capitoli 271-301   |                                                                                     |
| 12 | 17 settembre 2015             | ISBN 978-4-06-395485-2 (ed. regolare) ISBN 978-4-06-358766-1 (ed. limitata con OAV) |
| 12 | Capitoli - Capitoli 302-332   |                                                                                     |
| 13 | 15 aprile 2016                | ISBN 978-4-06-395648-1 (ed. regolare) ISBN 978-4-06-358792-0 (ed. limitata con OAV) |
| 13 | Capitoli - Capitoli 333-363   |                                                                                     |
| 14 | 16 dicembre 2016              | ISBN 978-4-06-395826-3 (ed. regolare) ISBN 978-4-06-358793-7 (ed. limitata con OAV) |
| 14 | Capitoli - Capitoli 364-394   |                                                                                     |
| 15 | 15 settembre 2017             | ISBN 978-4-06-510186-5 (ed. regolare) ISBN 978-4-06-397025-8 (ed. limitata con OAV) |
| 15 | Capitoli - Capitoli 395-425   |                                                                                     |
| 16 | 16 marzo 2018                 | ISBN 978-4-06-511062-1 (ed. regolare) ISBN 978-4-06-397031-9 (ed. limitata con OAV) |
| 16 | Capitoli - Capitoli 426-456   |                                                                                     |
| 17 | 17 aprile 2019                | ISBN 978-4-06-514882-2 (ed. regolare) ISBN 978-4-06-511560-2 (ed. limitata con OAV) |
| 17 | Capitoli - Capitoli 457-487   |                                                                                     |
| 18 | 16 agosto 2019                | ISBN 978-4-06-516230-9 (ed. regolare) ISBN 978-4-06-511559-6 (ed. limitata con OAV) |
| 18 | Capitoli - Capitoli 488-518   |                                                                                     |
| 19 | 17 settembre 2020             | ISBN 978-4-06-520596-9 (ed. regolare) ISBN 978-4-06-517553-8 (ed. limitata con OAV) |
| 19 | Capitoli - Capitoli 519-550   |                                                                                     |
| 20 | 17 marzo 2021                 | ISBN 978-4-06-522218-8 (ed. regolare) ISBN 978-4-06-522099-3 (ed. limitata)         |
| 20 | Capitoli - Capitoli 551-581   |                                                                                     |
| 21 | 17 agosto 2021                | ISBN 978-4-06-524484-5 (ed. regolare) ISBN 978-4-06-523604-8 (ed. limitata con OAV) |
| 21 | Capitoli - Capitoli 582-611   |                                                                                     |
| 22 | 17 gennaio 2022               | ISBN 978-4-06-526597-0                                                              |
| 22 | Capitoli - Capitoli 612-641.5 |                                                                                     |

### Anime

Logo della serie anime

Una serie televisiva anime di tredici episodi è stata prodotta dallo studio GoHands e diretta da Hiromitsu Kanazawa. le trasmissioni in Giappone sono durate dal 4 luglio al 26 settembre 2010 sulla rete TV Kanagawa. In date successive, l'anime è stato trasmesso da Chiba TV, TV Saitama, Sun TV, KBS, Tokyo MX, TV Aichi e AT-X. Fra il 4 agosto ed il 27 ottobre sono stati pubblicati sei volumi BD/DVD contenenti l'intera serie. Alcune scene dell'anime, censurate per la trasmissione televisiva, sono state ripristinate nell'edizione BD/DVD. Un episodio OAV dell'anime è stato inserito nell'edizione limitata del quinto volume del manga, pubblicato il 15 aprile 2011, seguito da altri sette, per un totale di otto. La sigla d'apertura è Yamato Nadeshiko Education (大和撫子エデュケイション?, Yamato Nadeshiko Edeyukeishon) cantata dalle Triple Booking (Yōko Hikasa, Satomi Satō e Sayuri Yahagi) mentre quella di chiusura è Aoi haru (蒼い春? lett. "Primavera blu") interpretata dal gruppo Angela.
Dal 4 gennaio al 29 marzo 2014 è andata in onda una seconda serie intitolata Seitokai yakuindomo*, mentre dal 16 maggio 2014 al 17 settembre 2020 sono usciti altri dieci OAV. La sigla d'apertura è Hana saku☆saikyō Legend Days (花咲く☆最強レジェンドDays?, Hana saku☆saikyō Rejendo Days, lett. "Il fiore sboccia☆I migliori Legend Days") cantata dalle Triple Booking (Yōko Hikasa, Satomi Satō e Sayuri Yahagi) mentre quella di chiusura è Mirai Night (ミライナイト?, Mirai Naito, lett. "Notte futura") interpretata da Satomi Satō.
Un film anime è uscito nei cinema giapponesi il 21 luglio 2017. Un secondo film è uscito il 1º gennaio 2021 (originariamente era previsto per il 10 luglio 2020).

### Internet radio show
Uno show via Internet radio intitolato Anime 'Seitokai yakuindomo' ga zenbu wakaru Radio, ryakushite zenra! (アニメ『生徒会役員共』が全部わかるラジオ、略して全ラ!?) è stato prodotto da Animate TV per promuovere l'anime, ed è stato trasmesso in streaming a partire dal 14 luglio 2010. Lo show non ha conduttori fissi, ma è presentato dai doppiatori della serie a rotazione.